# ミロシュ・パントヴィッチ
ミロシュ・パントヴィッチ（Miloš Pantović セルビア語: Милош Пантовић, 1996年7月7日 - ）は、ドイツ・バイエルン州ミュンヘン出身のサッカー選手。ジュピラー・プロ・リーグ・KASオイペン所属。ポジションはFW。

## クラブ経歴
地元ミュンヘンのジュニアユースチームを経て、2007年にFCバイエルン・ミュンヘンのユースアカデミーに入所。2013年にU-19ユースチームに昇格。2014-15シーズンに同ユースリーグで19試合9ゴールを決め、同シーズン中に傘下のFCバイエルン・ミュンヘンIIに昇格。翌2015-16シーズンにトップチームに昇格するも定着までには至らず、2017-18シーズン後に退団。
2018年5月、VfLボーフムとの契約を締結。3年目の2020-21シーズンはツヴァイテリーガで28試合3ゴールを記録し、ブンデスリーガ昇格に貢献。2021-22シーズンは2021年11月27日のSCフライブルク戦で、センターサークルからロングシュートを決め、2-1の勝利に貢献。同シーズンは28試合4ゴールを記録し、トップリーグ残留に貢献した。
2022年6月13日、1.FCウニオン・ベルリンと契約したことが発表された。
2023年8月28日、KASオイペンに2年契約で移籍した。

## 代表経歴
ミュンヘン出身ながら、ユース代表はセルビア人の両親の国籍を行使してセルビア代表でプレーした。

## 人物
- 両親はセルビアのアリリェ (Arilje)出身。